# Стара апсана у Бољевцу
Стара апсана у Бољевцу је зграда у којој су током Буне били затворени побуњеници из целог црноречког краја. Саграђена је након што је Бољевац проглашен среским местом 1860. године.
Спада у прву категорију споменика културе и заштићена је на основу Одлуке о проглашењу за културно добро СО Бољевац, бр. 633—491/80-07 од 15. маја 1980. године.
Зграда је 1983. обновљена и адаптирана за Музеј Тимочке буне.
Изграђена је после 28. фебруара 1860. године, када је кнез Милош Обреновић прогласио Бољевац средиштем среза. Јавни објекти као што је апсана била је неопходна институција за ново административно седиште које је Бољевцу добио. Зидана је од камена и опеке па малтерисана. У основи је издуженог правоугаоног облика. У згради апсане била је концентрисана сва управна и правна власт. Нова апсана са неколико ћелија за затворенике служила је касније за притварање учесника Тимочке буне 1883. године.

## Рестаурација
Пројекат конзерваторско-рестаураторских радова, са циљем да се изврши санација и оспособљавање објекта за његову нову намену, радио је Завод за заштиту споменика културе из Ниша.
Објекат старе апсане а садашњег музеја, од 15. маја 1980. године под заштитом Завода за заштиту споменика културе, као и остали споменици Тимочке буне: стара општина у Кривом Виру, Поп-Милијина кафана у Лукову, кућа Добросава Петровића у Бољевцу и стара школа у Јабланици.